# Gorman (Texas)
Gorman é uma cidade localizada no estado norte-americano do Texas, no Condado de Eastland.

## Demografia
Segundo o censo norte-americano de 2000, a sua população era de 1236 habitantes.
Em 2006, foi estimada uma população de 1247, um aumento de 11 (0.9%).

## Geografia
De acordo com o United States Census Bureau tem uma área de
4,3 km², dos quais 4,3 km² cobertos por terra e 0,0 km² cobertos por água. Gorman localiza-se a aproximadamente 443 m acima do nível do mar.

## Localidades na vizinhança
O diagrama seguinte representa as localidades num raio de 32 km ao redor de Gorman.